# 건즈 온라인
건즈 온라인 또는 건즈 더 듀얼(Gunz The Duel)은 마이에트 엔터테인먼트에서 개발, 넷마블에서 서비스한 온라인 액션 게임이다. 한국을 비롯하여 미국, 일본, 브라질, 인도에서 서비스중이며 International Edition이라는 공개버전을 정식 서비스되지 않는 국가를 대상으로 서비스중이다.
이 게임은 3인칭 시점으로 진행되며 '영화에서 볼 법한 멋진 동작들을 온라인 액션 게임에서 실현'이라는 컨셉으로 다양한 액션을 온라인 상에서 가능하도록 지원한다.
그러나 내부 사정으로 인해 2014년 7월 10일 서비스를 종료한다는 공지가 발표되어, 같은 해 8월 14일에 서비스가 종료되었다.
마상소프트에서 인수하여 다시 서비스를 실행중이다.

## 같이 보기
- 넷마블